# 北美殖民地内乱事件列表
北美殖民地内乱事件列表（英語：List of incidents of civil unrest in Colonial North America）是关于《独立宣言》前发生的暴力事件，美国建国后暴力事件见美国内乱事件列表。

## 17世纪北美殖民地
- 1622年－1622年印第安人大屠杀：又名詹姆斯顿大屠杀，于1622年3月22日基督受难日发生于北美英属弗吉尼亚的詹姆斯顿，因印地安包哈坦部落酋长奥普查纳坎奴指挥的一连串偷袭活动引起，共造成347人丧生[1]，约合当时在詹姆斯顿英国人的三分之一。
- 1637年－佩科特戰爭：是一场发生于1636年至1638年间的武装冲突，新英格兰的佩科特部落与马萨诸塞湾殖民地、普利茅斯、赛布鲁克殖民地的殖民者以及来自纳拉干塞特和莫希干人部落的联盟之间发生的冲突。战争最终以佩科特部落的决定性失败而告终。大约700名佩科特人被杀或者被囚禁，[2]数百名囚犯被卖身至西印度群岛，成为奴隶；其他幸存者则沦为俘虏。[3]
- 1675年－菲力浦国王之战：又被称作梅塔卡姆战争、第一次印第安战争[4]，是新英格兰的印第安原住民与新英格兰殖民者及其印第安盟友之间的武装冲突，发生于1675年至1878年。
- 1675年－布鲁克菲尔德围攻：惠勒奇袭与随后的布鲁克菲尔德围攻是穆特武姆领导的尼普穆克印第安人与托马斯·惠勒和爱德华·哈钦森上尉指挥的马萨诸塞湾殖民地的英国人之间的一场战争，发生于1675年8月的菲利普国王战争期间。 [5]
- 1675年－斯普林菲尔德之战：发生于1675年10月，正值菲利普国王战争期间，是印第安对马萨诸塞州斯普林菲尔德的一次武装袭击。菲利普国王战争造成82%的印度战士和23%的殖民者死于非命。斯普林菲尔德战争是印第安人在战争中最残忍的掠夺之一。[6]
- 1676年－萨德伯里之战：发生于1676年4月21日，是菲利普国王在马萨诸塞州萨德伯里的一次突袭和战争。在袭击之前，印第安人聚集在波普西蒂丘并决定袭击萨德伯里而不是康科德。[7]
- 1676年－1676年培根起义：发生于1676年，由纳撒尼尔·培根领导的弗吉尼亚定移民反对威廉·伯克利统治的武装叛乱。
- 1677年－1677年库尔佩珀起义：库尔佩珀起义发生于1677年，是由英国《航海法案》印发的一场人民起义。由约翰·卡普勒领导的反对现任北卡罗来纳州伊丽莎白市附近的卡罗莱纳州阿尔伯马尔灣的贵族。在被英国当局镇压之前，起义取得了暂时性成功。
- 1680年－1680年普韦布洛起义：是1680年美洲原住民普韦布洛人在新墨西哥圣菲反抗西班牙殖民者的起义[8]。此次起义中，起义者杀死400名西班牙人并将其余的2000名定居者驱逐。12年后，西班牙人返回并重新占领此地。
- 1689年－1689年格伦科大屠杀：发生于1689年6月27日至6月28日，在坎卡马古斯酋长的领导下，对新罕布什尔州多佛市发起了突袭，这场战争开始于威廉国王战争初期，由圣卡斯廷的让·文森特·德阿巴迪和路易斯-皮埃尔·图里神父策划的一系列印第安人大屠杀。
- 1689年－1689年波士顿起义：发生于1689年4月18日，是一场反对新英格兰统治者埃德蒙德·安德罗斯爵士统治的人民起义。一个组织精良的充斥民兵和公民这样的“暴徒”群体聚集在波士顿镇，与当局对峙。英国教会的成员如果认可现有的殖民统治就会被反叛军羁押。不过，在反叛期间，未造成人员伤亡。前马萨诸塞湾殖民地的领导人随后重新控制了政府。在其他殖民地，被统治者流放的政府官员也重新掌权。

## 18世纪北美殖民地
- 1711年－卡里起义
- 1712年－1712年纽约奴隶起义
- 1715年－雅玛西之战
- 1713年－波士顿面包暴乱
- 1734年－桅杆树暴乱[9]
- 1737年－波士顿妓院暴动
- 1739年－史陶诺动乱：发生于1739年9月，是一场发生在美国南卡罗来纳州的奴隶叛乱，当农场主和白人管家们都前往教堂礼拜。一群奴隶聚集起来攻击了附近城镇的商店，他们烧毁了大半个农场、掠夺财物、杀死二十多名白人男子、妇女和儿童。不过，叛乱很快得到平息，肇事者首领被处决，殖民者用对他的处罚告诫参与闹事的其他同党。此事件发生之后，南卡罗来纳州立法委制定了相关的法律来限制奴隶起义，以确保他们不再有机会聚众反叛。
- 1741年－1741年纽约奴隶起义
- 1742年－费城选举暴乱
- 1746年－新泽西租户暴乱
- 1747年－诺尔斯暴动
- 1763年－庞蒂亚克战争
- 1764年－帕克斯顿骚乱
- 1764年－圣约翰号事件
- 1765年－统治者战争
- 1765年－黑人暴动
- 1765年－反《印花税法案》骚乱
- 1768年－自由暴动
- 1770年－波士顿惨案:亦称国王街事件，是1770年发生在北美殖民地波士顿的国王街的一个事件。美国则习惯称之为波士顿大屠杀，事件由一名暴徒引起，英军士兵随之与民众发生冲突，最终有五名民众死亡。
- 1771年－阿拉芒战役战争
- 1772年－加斯比事件
- 1772年－韦尔松树暴动
- 1773年－波士顿倾茶事件：亦称波士顿茶会事件、波士顿茶党事件，是1773年在当时的英国殖民地马萨诸塞湾省首府波士顿发生的一场政治抵抗运动，由殖民地的民间反抗组织“自由之子”领导并行动，反对英国政府在殖民地征税并借此控制殖民地政府，以及反对英国东印度公司利用法案垄断北美的茶叶进口贸易。1773年12月16日，在抗议的最后一天，亲英派总督托马斯·哈钦森仍坚持拒绝遣返英国东印度公司的茶船，因此数十名或上百名自由之子成员趁夜色登船将全数茶叶抛入海水毁掉。波士顿倾茶事件是美国革命进程中的关键事件。事件发生后，英国政府采取了一系列强硬措施，引发殖民地的连串反抗行动。对抗接连升级，并导致1775年美国革命战争爆发。
- 1774年－摧毁佩吉·斯图沃特号